# Texas (zespół muzyczny)
Texas – zespół pochodzący z Glasgow, założony przez Johnny'ego McElhone w 1986 roku, wykonujący połączenie muzyki rock, pop, soul i innych,.

## Nazwa
Nazwa pochodzi od filmu Paris, Texas w reżyserii Wima Wendersa. Muzyka do tego filmu, kompozycji Ry Coodera, zainspirowała do założenia zespołu i powstania pierwszego albumu Southside w 1989 roku. Zespół wydał zapis koncertu na DVD pt. Texas, Paris – zamiana miejsc słów w tytule nawiązuje do filmu, który dał początek zespołowi.

## Historia zespołu

### Początki: 1989-1993
Spotkanie założycieli grupy Johnny'ego McElhone i Sharleen Spiteri miało miejsce w 1986 roku, wkrótce dołączył do nich gitarzysta Ally McErlaine i perkusista Stuart Kerr. Pierwszym utworem napisanym przez Johnny'ego i Sharleen był I Don't Want A Lover, który zagrali podczas swojego scenicznego debiutu w marcu 1988 występem na University of Dundee. Piosenka szybko stała się przebojem, a debiutancki album Southside z 1989 roku odniósł sukces. W tym samym roku Texas wystąpił m.in. na stadionie Wembley, a także na belgijskim festiwalu Werchter. Ponadto koncertowali po Europie – we Francji i Hiszpanii. W mipod tytułem Mothers Heaven lecz nie odniosła takiego sukcesu jak Southside. Zespół nadal koncertował głównie we Francji, gdzie mógł liczyć na ciepłe przyjęcie tamtejszych fanów. W listopadzie tegoż roku Texas rozpoczął trasę koncertową po USA. 
Rok 1992 to głównie koncertowanie, razem z m.in. Bryanem Adamsem. 28 czerwca wystąpili na duńskim festiwalu Roskilde obok takich zespołów jak Nirvana, Megadeth, Pearl Jam, Crowded House. 
W 1993 roku Texas nagrał swój trzeci album – Ricks Road (nazwa od drogi prowadzącej do Woodstock). To właśnie w Stanach Zjednoczonych w Bearsville Studios w Woodstock powstał materiał. 7 grudnia 1993 Texas wystąpił we francuskim show telewizyjnym „Taratata”, gdzie wykonał So Called Friend z najnowszego albumu oraz przebój I Don't Want A Lover, a także w duecie ze Stephenem Eicherem – swoją wersję piosenki Boba Dylana I Shall Be Released.
Kolejny rok to trasa koncertowa po Europie i Stanach oraz promocja Ricks Road. Z albumu pochodzi kilka przebojów, na przykład ballada So In Love With You, czy soulowe You Owe It All To Me. Piosenka So Called Friend stała się też piosenką towarzyszącą brytyjskiemu sitcomowi „Ellen”. Mimo tego Ricks Road nie uzyskał komercyjnego rozgłosu.

### OdWhite on BlondedoThe Greatest Hits
Mimo kilku lat bez hitu pokroju I Don't Want A Lover Texas nie zaprzestawał pracy nad nowym materiałem. Tym razem płyta nie powstała po dwóch, lecz po 4 latach, co sprawiło, że album okazał się pierwszym w historii grupy tak dobrze się sprzedającym. White on Blonde kupiło ponad 4 miliony osób w całej Europie i poza nią. Pierwszym singlem był Say What You Want – soulowo kołysząca piosenka, która szybko podbiła listy przebojów. Texas nagrał jej wersję rap w 1998 roku z Method Manem jako Say What You Want (All Day Every Day), która w Holandii odniosła większy sukces niż pierwotna wersja. Piosenka ta jest wykonywana na praktycznie każdym koncercie, od około 2001 na zakończenie występu. Kolejne single z White on Blonde to Black Eyed Boy, Put Your Arms Around Me, Halo oraz Insane. Każdy z nich przyczynił się do uplasowania zespołu Texas w czołówce najlepszych zespołów tamtego okresu.
Grupa rozpoczęła pracę nad piątą studyjną płytą – The Hush. Ten album przypieczętował popularność zespołu. Hity takie jak In Our Lifetime czy Summer Son to utwory, które najczęściej kojarzą się z formacją Texas. Teledysk do tego ostatniego został zakazany przez m.in. MTV i BBC, powodem miały być zbyt odważne sceny łóżkowe.
Dzięki The Hush wokalistka stała się symbolem seksu tamtego okresu, a Texas był zapraszany na występy do wielu stacji telewizyjnych, także zagranicznych. W roku 2000 Texas zagrał dwukrotnie w Polsce: 19 sierpnia w Modlinie na festiwalu Inwazja mocy organizowanym z okazji 10-lecia radia RMF FM i 20 sierpnia na festiwalu w Sopocie tuż przed Bryanem Adamsem. W tym samym roku ukazała się kompilacja The Greatest Hits, a rok później Texas wyruszył w tournée po Europie. 22 kwietnia 2001 roku zagrali koncert w Bercy w Paryżu, który został zarejestrowany, a później wydany DVD pod tytułem Texas, Paris. 
Album The Greatest Hits zawierał trzy premierowe piosenki: Guitar Song (z linią melodyczną Je t'aime... moi non plus Serge'a Gainsbourga), Inner Smile, w teledysku do którego Sharleen wystąpiła przebrana za Elvisa Presleya oraz In Demand – w klipie wokalistce partnerował aktor Alan Rickman.

### 2002-2005
Po europejskim tournée w 2001 roku Texas zrobił przerwę, którą Sharleen wykorzystała do powiększenia rodziny. W sierpniu 2002 urodziła córkę Misty Kyd. Jej ojcem jest Ashley Heath, z którym była związana od 1995 roku. Para rozstała się w 2004. Ciąża jednak nie przeszkodziła w nagrywaniu kolejnej studyjnej płyty. Texas powrócił w 2003 z Careful What You Wish For. Pierwszym singlem był Carnival Girl w duecie z raperem Kardinallem Offishallem. Płyta jednak nie stała się kontynuacją dobrej passy zespołu. W 2005 roku do zespołu dołączył klawiszowiec Michael Bannister i nagrał z całym zespołem siódmą płytę – Red Book. Album różnił się od poprzedniego, podniósł status Texasu w muzycznym światku. Na listach przebojów zagościły Getaway, Sleep i Can't resist. Piosenkę Sleep Sharleen wykonała w duecie z Paulem Buchananem, a w teledysku do niej partnerował jej angielski komik Peter Kay. Texas znowu zaczął intensywnie koncertować, najwięcej w Wielkiej Brytanii, krajach Beneluksu, Francji. W tym samym roku stał się częścią koncertu Live 8, grając w Edynburgu na Murray Field. Także w 2005 nagrali akustyczną wersję pięciu piosenek z Red Book w Abbey Road Studios: Getaway, Sleep, What About Us, Can't Resist i Nevermind. Texas zagrał również koncert w znanym angielskim klubie King Tut's. Koncertowe tournée zakończyło się w 2006 roku.

### Solowe projekty
Muzycy zespołu Texas, po trasie koncertowej w 2006 roku rozpoczęli prace nad swoimi własnymi projektami. Klawiszowiec Eddie Campbell i gitarzysta Tony McGovern założyli Kizzy Star, w którym Tony został także wokalistą. Wokalistka Sharleen Spiteri nagrała swoją pierwszą solową płytę. Jej tytuł to Melody (premiera 14 lipca 2008), a promujący singel to All The Times I Cried. Album utrzymany jest w stylu muzyki lat 50., twórczości m.in. Nancy Sinatry i Françoise Hardy. 1 marca 2010 r. Spiteri wydała drugą solową płytę The Movie Songbook, która zawierała wyłącznie covery będące ścieżkami dźwiękowymi popularnych filmów (m.in Xanadu, Take my breath away).
W 2007 roku wydana została dwupłytowa kompilacja The BBC Sessions.
We wrześniu 2010 gitarzysta Ally McErlaine przeszedł operację usunięcia tętniaka mózgu, który został zakwalifikowany do najbardziej zaawansowanego stadium, tym samym nie pozostawiając nadziei na przeżycie. Jednak po kilku miesiącach rehabilitacji, nauki mówienia, chodzenia i pisania na nowo, stwierdzono, że muzykowi nie zagraża już niebezpieczeństwo. Historię powrotu do zdrowia opisała w książce „The Miracle: One Musician's Amazing Struggle For Survival” żona McErlaine'a - Shelly Poole

### The Conversation - powrót
Po ponad dwóch latach zapowiedzi, 20 maja 2013 r. (niemal w 25. rocznicę debiutu) zespół Texas powrócił z nowym, ósmym albumem The Conversation. Płytę promowała piosenka o tym samym tytule - w teledysku Sharleen partnerował szkocki aktor Peter Mullan. Album został wyprodukowany przez basistę Johnny'ego McElhone'a, a piosenki napisane przez duet Spiteri/McElhone przy współudziale m.in. Richarda Hawleya i Richarda Butlera. Nowy album stylistyką nawiązuje do początków zespołu, utrzymany jest w rytmie country-rocka, bluesa i pop-rocka. Jest pierwszą płytą grupy od ośmiu lat.

## Skład
- Sharleen Spiteri – śpiew
- Tony McGovern – śpiew, gitara
- Ally McErlaine – gitara
- Johnny McElhone – gitara basowa
- Eddie Campbell – instrumenty klawiszowe* Craig Armstrong – instrumenty klawiszowe
- Richard Hynd – perkusja
- Stuart Kerr – perkusja
- Steve Washington – perkusja
- Mikey Wilson – perkusja
- Neil Payne – perkusja
- Mark One – DJ
- Charlotte Hodson – chórek
- Nicole Patterson – chórek

### Muzycy akompaniujący
- Michael Bannister – instrumenty klawiszowe
- Ross McFarlane – perkusja

## Dyskografia
- Southside (1989)
- Mothers Heaven (1991)
- Ricks Road (1993)
- White on Blonde (1997)
- The Hush (1999)
- The Greatest Hits (2000)
- Careful What You Wish For (2003)
- Red Book (2005)
- The Conversation (2013)
- Jump on Board (2017)
- Hi (2021)

## Wideografia
- Texas, Paris (2001)